# Jacobus van Egmond
Jacobus Johannes van Egmond, dit Jacobus van Egmond (né le 17 février 1908 et mort le 9 janvier 1969 à Haarlem) est un coureur cycliste sur piste néerlandais, champion olympique de vitesse aux Jeux olympiques de 1932 à Los Angeles.

## Biographie
Durant ses années amateures, Jacobus van Egmond remporte trois titres nationaux en vitesse et le championnat du monde de la discipline en 1933. Le plus haut fait de sa carrière est la médaille d'or acquise en vitesse aux Jeux olympiques de 1932 à Los Angeles, en battant Louis Chaillot. Lors de ces jeux, il décroche également la médaille d'argent du kilomètre.
Devenu professionnel en 1934, il remporte trois nouveaux titres nationaux en 1934, 1935 et 1936. Il s'incline face à Arie van Vliet durant les années suivantes.
Jacobus van Egmond arrête sa carrière en 1940. Il ouvre un café à Haarlem, qui est ensuite tenu par son fils, Paul, footballeur au SC Telstar à l'époque où le club évoluait en première division.
Van Egmond meurt à 60 ans, le 9 janvier 1969, à l'hôpital de Haarlem, quelques mois après la mort de son épouse.

## Palmarès

### Jeux olympiques
- Los Angeles 1932
  -  Champion olympique de vitesse
  -  Médaillé d'argent du kilomètre

### Championnats du monde
- Paris 1933
  -  Champion du monde de vitesse amateur

### Championnats nationaux
- Champion des Pays-Bas de vitesse amateur en 1931, 1932 et 1933
- Champion des Pays-Bas de vitesse en 1934, 1935 et 1936

### Autres compétitions
- Grand Prix de vitesse de Copenhague amateur en 1932